# Пивненко, Василий Арсентьевич
Василий Арсентьевич Пивненко (1914—1993) — советский хозяйственный, государственный и политический деятель, Герой Социалистического Труда.

## Биография
Родился в 1914 году в селе Петрушевка. Член КПСС.
С 1930 года — на хозяйственной, общественной и политической работе. В 1930—1978 гг. — пастух, организатор животноводческого хозяйства в Харьковской области Украинской ССР, организатор эвакуации племенного скота на территорию Тамбовской области, директор совхоза «Моршанский» Моршанского района Тамбовской области. 
Указом Президиума Верховного Совета СССР от 22 марта 1966 года присвоено звание Героя Социалистического Труда с вручением ордена Ленина и золотой медали «Серп и Молот».
Делегат XXIII съезда КПСС.
Умер в Моршанске в 1993 году.